# Sounds of passion
Sounds of passion is één van de twee studioalbums van de Nederlandse muziekgroep CODA.

## Inleiding
Erik de Vroomen werkte aan dit album vanaf 1981. Hij zou het origineel solo opnemen als conceptalbum. Gedurende het traject werd De Vroomen beïnvloed door het werk van Günther Schwab. Sounds of passion moest de verbeelding geven van een dagdroom of meditatie. Een soloalbum werd het niet, want hij had meer stemmen nodig. Om het album op te nemen wendde hij zich tot de (dan populaire) symfoband Taurus, maar deze hadden geen zin of tijd. Er werd een demo opgenomen met de band Thomas Flinter, maar ook hier bleef een definitief resultaat uit (die versie is uitgebracht in 2007).
De Vroomen kwam bij de derde poging tot een resultaat. Met onderstaande musici werd na enig repeteren het album dan toch opgenomen in de MMP geluidsstudio in Wijchen onder geluidstechnicus Tom Masseurs. Toevoegingen (De Vroomen was niet tevreden over het werk van Masseurs)  kwamen nog tot stand in de Soundpush Studio en Bullet Sound Studio. Gedurende die opnamen werd besloten de bandnaam CODA te gebruiken. De producent werd als vijfde lid van CODA beschouwd. Er werden na dit album wel vervolgopnamen gemaakt, maar verder dan een demo kwam het niet; De Vroomen was inmiddels teleurgesteld in de muziekindustrie.

## Musici
- Jacky van Tongeren – basgitaar, zang (later van The Knack)
- Mark Eshuis – drumstel, percussie
- Jack Witjes – gitaar, zang
- Erik de Vroomen – toetsinstrumenten, waaronder synthesizers, het pijporgel van de Ant.Abt Kerk in Wychen, clavinet, novatron, hammondorgel, baspedalen, percussie en zang

Met
- Pip van Steen – dwarsfluit, piccolo, blokfluit
- Auke de Haan – altsaxofoon

## Muziek
| Nr. | Titel                               | Duur  |
| --- | ----------------------------------- | ----- |
| 1.  | Sounds of passion (De Vroomen)      | 29:06 |
| 2.  | Crazy fool and dreamer (De Vroomen) | 4:25  |
| 3.  | Defended (De Vroomen)               | 6:43  |

Opvallende track is het 29 minuten durende Sounds of passion, dat uit meerdere delen bestaat: Prologue (2:16), 1st movement (7;10), 2nd movement (4:05), 3rd movement (5:35) en 4th movement-finale (10:00). In het voorwoord geeft De Vroomen aan wat de bedoeling is: 
I would like to express and paint my feelings with music: musical sounds, sounds of love, but also sounds of pain, grief and sorrow: Sounds of passion.
De muziek werd in 2020 door IO Pages (opvolger van SI Music) nog eens omschreven als gelijkend op muziek van Steve Hackett en Camel.